# Frog City Software
Frog City Software，是一个游戏开发商，于在1995年成立，该工作室侧重于战略游戏。Frog City Software是Take-Two公司的子公司，直到2006年关闭。
该公司是由兄弟Bill Spieth、Ted Spieth以及Rachel Bernstein成立。
2004年，Frog City Software被Gathering（Gathering在2005年被Take-Two公司）收购。
2006年，Frog City Software被关闭。2006年4月那年，Frog City Software的部分员工包括Bill Spieth、Ted Spieth以及Rachel Bernstein创建新的工作室Sidecar Studios，该工作室在2007年关闭。
2007年，Rachel Bernstein加入艺美成为高级制作人。

## 旗下游戏
- Imperialism, 1997
- Imperialism II: Age of Exploration, 1999
- Trade Empires, 2001[3]
- Tropico 2: Pirate Cove, 2003.
- Snow , 2005[3]that was cancelled in 2006.[4]
- Pantheon, 1998（2000年取消）[3]